# Slutvärdesmetoden

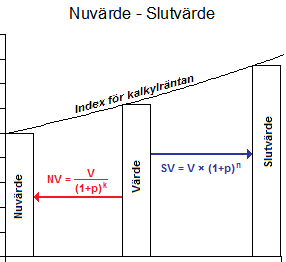
Jämförelse mellan nuvärde och slutvärde.

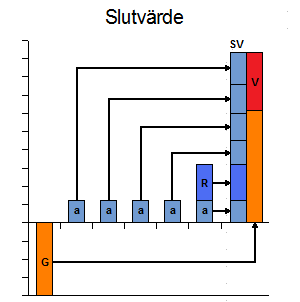
En investerings kassaflöden och slutvärde.

Slutvärdesmetoden används inom investeringskalkylering för att bedöma en investerings lönsamhet. Metoden är nära kopplad till nuvärdesmetoden, men istället för att beräkna investeringens värde vid investeringstillfället erhålls värdet vid den ekonomiska livslängdens slut. Metoden genererar ett slutvärde, det sammanlagda värdet av en investerings kassaflöden, diskonterade framåt i tiden till slutet av dess livslängd. Det erhålls genom ränta-på-ränta-beräkning av alla betalningsströmmar, med kalkylräntan som räntesats.

## Översikt
Slutvärdesmetoden är mindre vanlig i kurslitteraturen än nuvärdesmetoden, och den används inte lika mycket hos större företag. Metoden är dock mer intuitiv än nuvärdesmetoden, och används ofta av privatpersoner och mindre företagare, även om de inte vet om det. Slutvärdet är ju vad som beräknas när man sparar till någonting; ett framtida nominellt värde som resultat av en investering.

### Beräkningar
Om nuvärdet, eller nettonuvärdet, redan är beräknat, är det enkelt att beräkna slutvärdet respektive vinsten.
Formlerna nedan använder samma beteckningar som under nuvärdet, med tillägg av SV, slutvärdet, och V, framtida ”vinst” (differensen mellan slutvärdet och diskonterade investeringskostnader).
{\displaystyle {\mbox{SV}}={\mbox{NV}}\times (1+p)^{n}}
{\displaystyle {\mbox{V}}={\mbox{NNV}}\times (1+p)^{n}}
Annars beräknas slutvärdet direkt på investeringens kassflöden.
{\displaystyle {\mbox{SV}}=\sum _{i=1}^{n}C_{i}(1+p)^{n-i}=R+\sum _{i=1}^{n}a_{i}(1+p)^{n-i}}
{\displaystyle {\mbox{V}}={\mbox{SV}}-G(1+p)^{n}=\sum _{i=0}^{n}C_{i}(1+p)^{n-i}}
Om inbetalningsöverskotten är lika stora, kan beräkningen förenklas.
{\displaystyle {\mbox{SV}}=R+a\times {{(1+p)^{n}-1} \over p}}
Om vi vänder på den sista formeln, för att beräkna annuiteten istället, får vi svaret på frågan ”hur mycket ska vi spara om året för att ha råd med en ny bil om två år?”.
{\displaystyle a=({\mbox{SV}}-R)\times {p \over {(1+p)^{n}-1}}}
Det här kan även utvecklas till beräkna ett reellt belopp med en given tillväxtfaktor för inflationen. ”Om inflationen är g, hur mycket måste jag då spara per år för att ha ett realt värde av SV när jag går i pension on n år?.
{\displaystyle a={\mbox{SV}}{{(1+g)^{n}p} \over {(1+p)^{n}-1}}}

### Webbkällor
- Denna artikel är delvis baserad på material från engelskspråkiga Wikipedia, Future Value (28 maj 2008), samt tyskspråkiga Wikipedia, Endwertmethode (28 maj 2008).